# Stade Général Lansana Conté
Het Stade Général Lansana Conté is een multifunctioneel stadion in Conakry, Guinee.
De bouw van het stadion begon op 18 september 2007 met behulp van Chinees geld. Het stadion werd geopend in 2011 en biedt plaats aan 50.000 toeschouwers. Het kan zowel voor voetbal- als voor atletiekcompetities dienst doen. Het nationale elftal van Guinee maakt wel eens van dit stadion gebruik voor het spelen van internationale thuiswedstrijden.